# Inis Tuaisceart
Inis Tuaisceart (en anglès Inishtooskert) és la més septentrional de les Illes Blasket, al comtat de Kerry, a la província de Munster. El nom vol dir "illa del nord". L'illa del nord és coneguda com a An Fear Marbh (l'home mort) el gegant adormit a causa de la seva aparença quan es viu des de l'est (com a la fotografia). L'illa té importants colònies d'ocells marins i ruïnes d'antigues edificacions de pedra.
Destaquen en particular una colònia d'escaterets. Cap al 2000 hi havia uns 27.000 segons Seabird 2000], la colònia més gran no sols d'Irlanda, sinó també de la Gran Bretanya i potser del món.